# Купляков, Юрий Викторович
Юрий Викторович Купляков (8 сентября 1930 — 25 февраля 2020) — советский дипломат. Чрезвычайный и полномочный посол.

## Биография
Окончил Московский государственный институт международных отношений (МГИМО) МИД СССР (1955).
- В 1956—1958 годах — сотрудник посольства СССР в Израиле.
- В 1958 году — сотрудник центрального аппарата МИД СССР.
- В 1958—1961 годах — сотрудник посольства СССР в Ираке.
- В 1961—1963 годах — сотрудник центрального аппарата МИД СССР.
- В 1963—1966 годах — сотрудник посольства СССР в Уганде.
- В 1966—1968 годах — сотрудник центрального аппарата МИД СССР.
- В 1968—1971 годах — первый секретарь посольства СССР в Мексике.
- В 1971—1973 годах — советник посольства СССР в Мексике.
- В 1973—1977 годах — на ответственной работе в центральном аппарате МИД СССР.
- В 1977—1980 годах — советник-посланник посольства СССР в Эфиопии.
- В 1980—1985 годах — на ответственной работе в центральном аппарате МИД СССР.
- С 8 октября 1985 по 23 марта 1990 года — чрезвычайный и полномочный посол СССР в Нигерии[2][3].
- С 1990 года — начальник Управления по союзным республикам и главный советник Департамента стран СНГ МИД СССР.

## Награды
- Орден Дружбы народов
- Медаль «В ознаменование 100-летия со дня рождения Владимира Ильича Ленина»
- Медаль «Ветеран труда»
- Почётная грамота Президиума Верховного Совета РСФСР